# Campionatul Mondial al Cluburilor FIFA 2016
Campionatul Mondial al Cluburilor 2016 a fost cea de-a 13-a ediție a Campionatului Mondial al Cluburilor FIFA.
Turneul a fost găzduit de Japonia .

## Echipe calificate
| Echipa                                               | Confederația            | Calificare                                        | Participare                                |
| Vor intra în semifinale                              | Vor intra în semifinale | Vor intra în semifinale                           | Vor intra în semifinale                    |
| ---------------------------------------------------- | ----------------------- | ------------------------------------------------- | ------------------------------------------ |
| Atlético Nacional                                    | CONMEBOL                | Câștigătorii al Copa Libertadores 2016            | prima                                      |
| Real Madrid CF                                       | UEFA                    | Câștigătorii al Liga Campionilor 2015-2016        | a 3-a (2000,2014)                          |
| Vor intra în sferturi de finale                      |                         |                                                   |                                            |
| Jeonbuk Hyundai Motors                               | AFC                     | Câștigătorii al 2016 AFC Champions League         | a 2-a (2006)                               |
| Mamelodi Sundowns                                    | CAF                     | Câștigătorii al 2016 CAF Champions League         | prima                                      |
| Club América                                         | CONCACAF                | Câștigătorii al 2015–16 CONCACAF Champions League | a 3-a (2006,2015)                          |
| Vor intra în play–off–ul pentru sferturile de finală |                         |                                                   |                                            |
| Auckland City                                        | OFC                     | Câștigătorii al 2015–16 OFC Champions League      | a 8-a (2006,2009,2011,2012,2013,2014,2015) |
| Kashima Antlers                                      | AFC (Gazdă)             | Câștigătorii campionatului gazdă                  | prima                                      |

## Stadioane și orașe
| Osaka                                                     | Yokohama                                        |
| --------------------------------------------------------- | ----------------------------------------------- |
| 34°48′41.04″N 135°32′27.24″E / 34.8114000°N 135.5409000°E | 35°30′35″N 139°36′20″E / 35.50972°N 139.60556°E |
| Capacitate: 39,694                                        | Capacitate: 72,327                              |
|                                                           |                                                 |

## Arbitri officiali
- Arbitrii oficiali sunt:[1][2]

| Confederația | Arbitru         | Arbitrii asistenți                                 | Arbitrii asistenți video |
| ------------ | --------------- | -------------------------------------------------- | ------------------------ |
| AFC          | Nawaf Shukralla | Yaser Khalil Abdulla Tulefat Ebrahim Mubarak Saleh | Ravshan Irmatov          |
| CAF          | Janny Sikazwe   | Jerson Emiliano dos Santos Berhe Tesfagiorghis     | Bakary Gassama           |
| CONCACAF     | Roberto García  | José Luis Camargo Alberto Morín                    | Mark Geiger              |
| CONMEBOL     | Enrique Cáceres | Eduardo Cardozo Juan Zorrilla                      | Andrés Cunha             |
| OFC          | Kader Zitouni   | Philippe Revel                                     | Nick Waldron             |
| UEFA         | Viktor Kassai   | György Ring Vencel Toth                            | Damir Skomina            |

## Meciurile

### Play-off
| Kashima Antlers          | 2–1    | Auckland City    |
| ------------------------ | ------ | ---------------- |
| Akasaki 67' Kanazaki 88' | Report | Dae-Wook Kim 50' |

### Sferturile de finală
| Jeonbuk Hyundai Motors | 1–2    | América         |
| ---------------------- | ------ | --------------- |
| Kim Bo-kyung 23'       | Report | Romero 58', 74' |

| Mamelodi Sundowns | 0–2    | Kashima Antlers       |
| ----------------- | ------ | --------------------- |
|                   | Report | Endo 63' Kanazaki 88' |

### Meci pentru locul cinci
| Jeonbuk Hyundai Motors                                                           | 4–1    | Mamelodi Sundowns |
| -------------------------------------------------------------------------------- | ------ | ----------------- |
| Kim Bo-kyung 18' Lee Jong-ho 29' Ricardo Nascimento 41' (aut.) Kim Shin-wook 89' | Report | Percy Tau 48'     |

### Semifinale
| Atlético Nacional | 0–3    | Kashima Antlers                    |
| ----------------- | ------ | ---------------------------------- |
|                   | Report | Doi 33' (pen.) Endo 83' Suzuki 85' |

| América | 0–2    | Real Madrid                 |
| ------- | ------ | --------------------------- |
|         | Report | Benzema 45+2' Ronaldo 90+3' |

### Meci pentru locul trei
| América                                          | 2–2 (d.p.) | Atlético Nacional                             |
| ------------------------------------------------ | ---------- | --------------------------------------------- |
| Arroyo 38' Peralta 66' (pen.)                    | Report     | Samudio 6' (aut.) Guerra 26'                  |
| Martínez · Samudio · Quintero · Peralta · Arroyo | 3–4        | Mosquera · Nieto · Bocanegra · Torres · Borja |

### Finala
| Real Madrid                              | 4–2 (d.p.) | Kashima Antlers    |
| ---------------------------------------- | ---------- | ------------------ |
| Benzema 9' Ronaldo 60' (pen.), 98', 104' | Report     | Shibasaki 44', 52' |

## Marcatori
La 18 decembrie 2016.
| Loc | Jucător           | Echipa                 | Goluri |
| --- | ----------------- | ---------------------- | ------ |
| 1   | Cristiano Ronaldo | Real Madrid            | 4      |
| 2   | Silvio Romero     | América                | 2      |
| 2   | Kim Bo-kyung      | Jeonbuk Hyundai Motors | 2      |
| 2   | Yasushi Endo      | Kashima Antlers        | 2      |
| 2   | Mu Kanazaki       | Kashima Antlers        | 2      |
| 2   | Gaku Shibasaki    | Kashima Antlers        | 2      |
| 2   | Karim Benzema     | Real Madrid            | 2      |
| 5   | Michael Arroyo    | América                | 1      |
| 5   | Oribe Peralta     | América                | 1      |
| 5   | Alejandro Guerra  | Atlético Nacional      | 1      |
| 5   | Kim Dae-wook      | Auckland City          | 1      |
| 5   | Kim Shin-wook     | Jeonbuk Hyundai Motors | 1      |
| 5   | Lee Jong-ho       | Jeonbuk Hyundai Motors | 1      |
| 5   | Shuhei Akasaki    | Kashima Antlers        | 1      |
| 5   | Shoma Doi         | Kashima Antlers        | 1      |
| 5   | Yuma Suzuki       | Kashima Antlers        | 1      |
| 5   | Percy Tau         | Mamelodi Sundowns      | 1      |

1 autogol
- Ricardo Nascimento (Mamelodi Sundowns, pentru Jeonbuk Hyundai Motors)
- Miguel Samudio (América, pentru Atlético Nacional)

## Clasament final
| Loc | Echipa                       | MJ | V | E | Î | GM | GP | DG | Pct |
| --- | ---------------------------- | -- | - | - | - | -- | -- | -- | --- |
| 1   | Real Madrid (UEFA)           | 2  | 2 | 0 | 0 | 6  | 2  | +4 | 6   |
| 2   | Kashima Antlers (AFC) (H)    | 4  | 3 | 0 | 1 | 9  | 5  | +4 | 9   |
| 3   | Atlético Nacional (CONMEBOL) | 2  | 0 | 1 | 1 | 2  | 5  | −3 | 1   |
| 4   | América (CONCACAF)           | 3  | 1 | 1 | 1 | 4  | 5  | −1 | 4   |
| 5   | Jeonbuk Hyundai Motors (AFC) | 2  | 1 | 0 | 1 | 5  | 3  | +2 | 3   |
| 6   | Mamelodi Sundowns (CAF)      | 2  | 0 | 0 | 2 | 1  | 6  | −5 | 0   |
| 7   | Auckland City (OFC)          | 1  | 0 | 0 | 1 | 1  | 2  | −1 | 0   |